# Things to Do in Denver When You're Dead
'Things to Do in Denver When You're Dead (br: Coisas para Fazer em Denver Quando Você Está Morto) é um filme estadunidense de 1995, do gênero filme de ação policial, dirigido por Gary Fleder.

## Sinopse
Um gângster, Jimmy Tosnia, que usa as palavras em vez de de armas, está com problemas financeiros. Um chefão do crime comprou todas as suas promissórias e está disposto a esquecer a divida se ele lhe fizer um serviço. Jimmy chama alguns homens de confiança, só que ele se vê em maus lençois quando o serviço dá errado. Ele tem 48 horas para sumir do mapa, senão vai morrer lentamente.

## Elenco
- Andy Garcia .... Jimmy Tosnia
- Christopher Lloyd .... pieces
- William Forsythe .... Franchise
- Bill Nunn .... easy wind
- Treat Williams .... Critical Bill
- Jack Warden .... Joe Heff
- Steve Buscemi .... Mister Shhh
- Fairuza Balk .... Lucinda
- Gabrielle Anwar .... Dagney
- Christopher Walken .... Homem com um plano
- Michael Nicolosi .... Bernard
- Bill Cobbs .... Malt
- Marshall Bell .... Tenente Atwater